# Camilla Tubertini
Camilla Tubertini, född 22 januari 1966, är en författare och produktutvecklare/formgivare.
Tubertini utkom 2001 med kokboken "Italienskt på riktigt" (Egmont Richters förlag), 2004 med barnboken "Tittut" (Egmont Kärnan), 2006 med bakboken "Millas kalastårtor" (Prisma/Norstedts) och 2008 med uppföljaren "Millas mysmat" (Prisma). År 2009 debuterade hon som designer för IKEA, med bakprodukter i serien DRÖMMAR. I mars 2011 utkom hon med en ny upplaga av "Millas kalastårtor" (Norstedts).  